# Encyocrypta
Encyocrypta là một chi nhện trong họ Barychelidae.

## Các loài
Het geslacht kent de volgende soorten:
- Encyocrypta abelardi Raven, 1994
- Encyocrypta aureco Raven & Churchill, 1991
- Encyocrypta berlandi Raven & Churchill, 1991
- Encyocrypta bertini Raven, 1994
- Encyocrypta bouleti Raven, 1994
- Encyocrypta cagou Raven & Churchill, 1991
- Encyocrypta colemani Raven & Churchill, 1991
- Encyocrypta decooki Raven & Churchill, 1991
- Encyocrypta djiaouma Raven & Churchill, 1991
- Encyocrypta eneseff Raven & Churchill, 1991
- Encyocrypta gracilibulba Raven, 1994
- Encyocrypta grandis Raven, 1994
- Encyocrypta heloiseae Raven, 1994
- Encyocrypta koghi Raven & Churchill, 1991
- Encyocrypta kone Raven & Churchill, 1991
- Encyocrypta kottae Raven & Churchill, 1991
- Encyocrypta kritscheri Raven & Churchill, 1991
- Encyocrypta kwakwa Raven, 1994
- Encyocrypta letocarti Raven & Churchill, 1991
- Encyocrypta lugubris Raven & Churchill, 1991
- Encyocrypta mckeei Raven, 1994
- Encyocrypta meleagris Simon, 1889
- Encyocrypta montdo Raven & Churchill, 1991
- Encyocrypta montmou Raven & Churchill, 1991
- Encyocrypta neocaledonica Raven & Churchill, 1991
- Encyocrypta niaouli Raven & Churchill, 1991
- Encyocrypta ouazangou Raven, 1994
- Encyocrypta oubatche Raven & Churchill, 1991
- Encyocrypta panie Raven & Churchill, 1991
- Encyocrypta risbeci Raven, 1994
- Encyocrypta tillieri Raven & Churchill, 1991
- Encyocrypta tindia Raven & Churchill, 1991